# Ricordea florida
Ricordea florida, auch als Florida-Scheibenanemone bekannt, ist ein Blumentier aus der Ordnung der Scheibenanemonen (Corallimorpharia). Die sessilen Tiere leben in Flachwasserregionen der Karibik, bei den Bahamas und an den Küsten Floridas in Tiefen bis 50 Metern. Durch ihre extreme Farbpigmentierung ist Ricordea florida bei Meerwasseraquarianern sehr beliebt geworden.

## Lebensweise
Ricordea florida lebt sessil, meist in großen durch Knospung entstandenen mattenartigen Kolonien auf Felsen oder abgestorbenen Skeletten von Steinkorallen. In tieferem Wasser lebende Exemplare sind meist solitär. Wie viele andere flache Meeresregionen bewohnende Scheibenanemonen stehen die Tiere mit Zooxanthellen, kleinen, einzelligen Algen, die in der Haut der Polypen leben, in einem Symbioseverhältnis. Die Zooxanthellen betreiben Photosynthese und verbrauchen dabei Kohlenstoffdioxid, das zusammen mit Sauerstoff zu Kohlenhydraten (Zucker) umgesetzt wird. Die so gebildeten Nährstoffe kommen auch der Ernährung der Scheibenanemonen zugute. Daneben wird auch Zooplankton aufgenommen. Auf der Körperscheibe von Ricordea florida leben kommensale Garnelen der Gattung Periclimenes, und zwei Ruderfußkrebsarten: Asteropontios longipalus und Paramolgus antillanus.

## Merkmale
Ricordea florida hat eine flache Körperscheibe, die vier bis sechs Zentimeter Durchmesser erreichen kann und mit zahlreichen kurzen, nicht einziehbaren Tentakeln mit rundlichen Spitzen besetzt ist. Die Tentakel am Körperrand sind oft schlanker und länger. In Kolonien lebende Exemplar bleiben für gewöhnlich kleiner, ihre Fußscheibe ist oft länglich, während solitäre Tiere bis zu acht Zentimeter breit werden können und die Fußscheibe eine runde Form hat. Ricordea florida ist meist von bräunlicher, grüner, beiger oder gelber Farbe. Es kommen aber auch rote, rosa, orange, purpurne und blaue Tönungen vor. Oft ist der Scheibenrand anders gefärbt (häufig hellblau) als der zentrale Teil und die Mundöffnung. Die Farbgebung der Ricordea florida-Scheibenanemonen ist von verschiedenen Faktoren abhängig, u. a. von der Tiefe, in der sie leben, von der Wassertemperatur, der Jahreszeit und weiteren Einflüssen ihrer Umwelt. Die meisten Exemplare haben eine oder zwei Mundöffnungen. Bei länglichen Exemplaren können aber bis zu sieben Mundöffnungen vorhanden sein.

## Aquarienhaltung
Ricordea florida sind sehr einfach zu haltende Scheibenanemonen und auch für Einsteiger der Meerwasseraquaristik geeignet. Sie benötigen eine mittlere Beleuchtungsstärke, besonders farbige Exemplare eine hohe, und eine nicht zu starke Strömung.